# 劉玉蘭
劉玉蘭（Lauw Giok Lan；1883年—1953年）是一名閩南裔印尼華人記者、作家。他是《新報》的創始人之一。

## 生平
1883年，劉玉蘭出生於荷屬東印度巴達維亞。他在一所福建話學校接受教育，同時也學習荷蘭語。1890年，劉父過世，由以裁縫維生的母親扶養。16歲時，他投入工作，起先在裹踱刻由Khouw Lam Tjiang經營的商店裡工作，隨後在印刷工廠工作。由於印刷廠曾印刷日報《Bintang Betawi》與月報《Java Bode》等，促使劉玉蘭隨後進入新聞業工作。
1900年代初期，劉開始在《Sinar Betawi》工作；至1907年時，他與趙雨水、張振文等人在《Perniagaan》擔任編輯。1910年10月1日，劉與Joe Sin Gie共同成立週報《新報》（Sin Po）；1912年2月釋股，劉成為五位股東之一。紀錄中，劉是JR Razoux Kohr底下的一名助理編輯。
劉曾於1913年創辦另一周報《Penghiboer》，但歷時不長。10年後他成為《新報》的總編輯，但不久後卻售出所有股份，遷居萬隆。遷居至萬隆後，他曾在月刊《Lay Po》（後來的《Sin Bin》）工作。1925年回到巴達維亞，至1928年時已是由Hauw Tek Kong經營的《竞报》的常任作者。在《竞报》工作期間，曾幫忙梁友蘭找到第一份工作，成為《新報》的編輯。
除身為一名記者，劉亦參與東印度的新文學創作。在李金福於1912年過世後，劉接續完成其翻譯工作。1913年，

## 註腳
1. 1 2  Suryadinata 1995，第122頁.
2. 1 2  Setyautama 2008，第159頁.
3. 1 2  Setyautama 2008，第160頁.
4. ↑  Sidharta 2008，第xiv頁.
5. ↑  Tio 1958，第84–86頁.